# Nicolás Celis (futbolista)
Juan Nicolás Celis Ríos (Iquitos, 24 de octubre de 1984) es un exfutbolista peruano. Jugaba de centrodelantero y tiene 40 años.

## Goles
Nicolás Celis hizo 7 goles con la camiseta del CNI en la temporada 2009. Al año siguiente, con la divisa galvista, sólo consiguió marcar un gol. En el 2011 volvió al CNI e hizo dos goles con el equipo selvático (uno por el Torneo Intermedio).

## Clubes
| Club                        | País | Año       |
| --------------------------- | ---- | --------- |
| Deportivo UNAP              | Perú | 2002-2005 |
| Colegio Nacional de Iquitos | Perú | 2005      |
| FBC Melgar                  | Perú | 2006      |
| Deportivo UNAP              | Perú | 2007      |
| Deportivo Hospital          | Perú | 2007      |
| Colegio Nacional de Iquitos | Perú | 2008-2009 |
| José Gálvez FBC             | Perú | 2010      |
| Colegio Nacional de Iquitos | Perú | 2011      |
| Univ. Técnica de Cajamarca  | Perú | 2012      |
| Sport Vallejo               | Perú | 2013      |
| Comerciantes Unidos         | Perú | 2014      |